# Władysław Świątecki (fizyk)
Władysław Świątecki (ur. 22 kwietnia 1926 w Paryżu, zm. 30 września 2009 w Berkeley) – polski fizyk teoretyk pracujący w Stanach Zjednoczonych, specjalizujący się w fizyce jądrowej.

## Życiorys
Po wybuchu II wojny światowej wyjechał wraz z rodziną do Wielkiej Brytanii. Już w wieku 19 lat obronił pracę magisterską z fizyki, a w wieku 20 lat z matematyki na University of London. W 1950 obronił pracę doktorską The Surface Energy of Nuclei napisaną na University of Birmingham pod kierunkiem Rudolfa Peierlsa. Następnie pracował w Danii i Szwecji (m.in. pod kierunkiem Nielsa Bohra), a od 1957 na Uniwersytecie Kalifornijskim w Berkeley, w Lawrence Berkeley National Laboratory. Przeszedł na emeryturę w 1991.
Był członkiem Duńskiej Królewskiej Akademii Nauk (od 1973) i Polskiej Akademii Umiejętności.
W 1990 otrzymał Medal Mariana Smoluchowskiego, w 2000 tytuł doktora honoris causa Uniwersytetu Jagiellońskiego.